# 1170

## Догађаји
- Зима – Египатске снаге, предвођене Саладином, нападају Јерусалимско краљевство и опседају Дарум на медитеранској обали. Његова одбрана је слаба и иако Саладин нема опсадне машине са собом, пад изгледа неизбежан. Краљ Амалрик I повлачи свој темпларски гарнизон из Газе, да му помогне у одбрани Дарума. Саладин подиже опсаду и креће на Газу, где осваја доњи град (упркос жестоком отпору који је наредио лорд Мајлс од Плансија) и масакрира становнике. Међутим, тврђава је прејака за Саладина и он је приморан да се повуче у Египат.
- Саладин шаље египатску ескадрилу уз Акабски залив, која осваја крсташко упориште Аила, на челу залива.
- 14. јун – Краљ Хенри II крунише свог 15-годишњег сина, Хенрија Младог Краља, од стране Роџера, надбискупа Јорка, за млађег краља и наследника енглеског престола. Крунисање наводи папу Александра III да дозволи прогнаном Томасу Бекету (чија је привилегија надбискупа Кентерберијског да крунише енглеске монархе била повређена) да уведе интердикт на Енглеску као казну, а ова претња приморава Хенрија да преговара са Бекетом. Сер Вилијам Маршал је постављен за тутора Хенрија Младог Краља.
- 22. јул – Хенри II и Томас Бекет се састају близу Фретвала у Француској, где постижу договор о окончању својих неслагања. То резултира делимичном рестаурацијом Бекета.
- 21. септембар – Англо-норманска инвазија на Ирску: Након опсаде, комбиноване англо-норманске и ирске снаге заузимају град Даблин, присиљавајући Аскала мак Рагнаила, последњег краља Даблина, на изгнанство.
- Новембар – Контроверза око Бекета: Томас Бекет екскомуницира три бискупа.
- 1. децембар – Контроверза око Бекета: Хенри II шаље вест да је његов сукоб са Томасом Бекетом окончан и да ће му земље бити враћене. Бекет се враћа у Енглеску, искрцавајући се у Сендвичу.
- 29. децембар — Надбискуп Томас Бекет убијен по налогу енглеског краља Хенрија II пред олтаром Кентерберијске катедрале, након што је одбио да буде ухапшен због кршења споразума са Хенријем II.
- Фес у Алмохадском калифату (данашњи Мароко) постаје највећи град на свету, преузимајући вођство од Цариграда, престонице Византијског царства.
- 29. јун – Земљотрес у Сирији 1170. године: Један од највећих земљотреса који је погодио Сирију. Део је низа великих земљотреса који се шире ка југу дуж трансформације Мртвог мора, почевши од земљотреса у Алепу 1138. године и настављајући се догађајима у Хами 1157. године, 1170. и 1202. године у Сирији.
- Палачка стража масакрира цивилне званичнике на корејском двору у Горјеу и поставља Мјонгџонга за новог владара на престо династије Горјео.
- Велшки принц Мадок (син краља Овајна ап Грифуда од Гвинеда) отпловио је у Северну Америку својим бродом Гвенан Горн и оснива колонију.
- Петер Валдо, француски трговац из Лиона, покреће популарни верски покрет „Сиромашних људи из Лиона“, или Валденза.
- Папа Александар III упућује низ писама заосталој шведској цркви. Жели да наметне Швеђанима строге канонске захтеве, односно црквени правни систем. Због хришћанизације 1050. године, Шведска има проблема да се у потпуности прилагоди хришћанству који се проповеда и примењује у Европи.

## Смрти
- Абу Хамид ел Гарнати
- Алберт Медвед

- Јован Контостефан

- Мстислав II Кијевски

- Фридрих V Швапски

- 29. децембар — Томас Бекет, надбискуп кентерберијски